# Synagoge (Zamość)

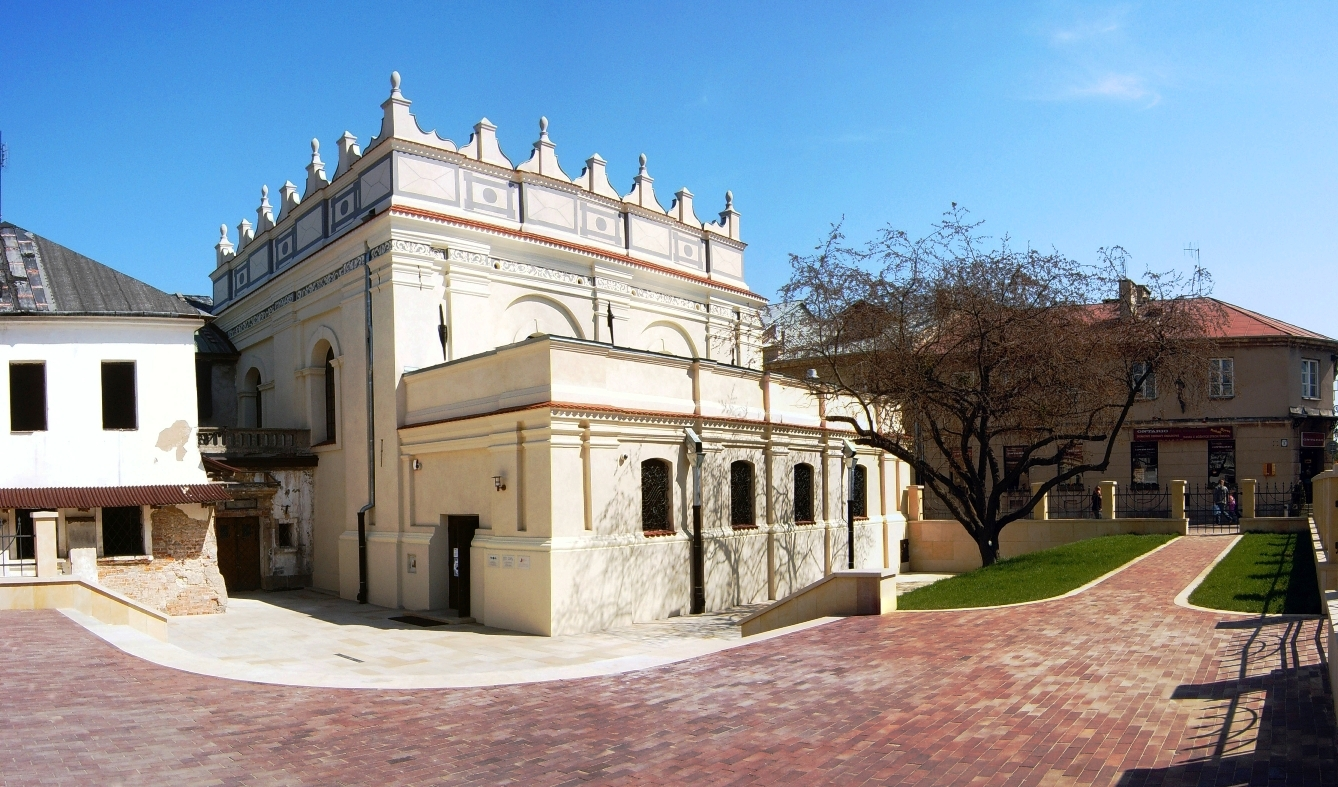
Synagoge Zamość

Die Synagoge von Zamość ist ein denkmalgeschütztes Gebäude in Zamość, einer etwa 65.000 Einwohner zählenden Stadt in der Woiwodschaft Lublin im südöstlichen Teil Polens. Hier ist sie im Ortszentrum zu finden. Das Bauwerk wurde von 1610 bis 1618 in der Plan- und Festungsstadt errichtet. Es zählt zu den am besten erhaltenen Synagogen Polens und steht unter Denkmalschutz.

## Geschichte und Beschreibung
Das Bauwerk wurde von 1610 bis 1618 auf Initiative von sefardischen Juden in der Plan- und Festungsstadt Zamość errichtet, die erst einige Jahrzehnte zuvor nach Entwürfen des venezianischen Baumeisters Bernardo Morando (1540–1600) unter dem polnischen Magnaten Jan Zamoyski (1542–1605) entstanden war. Der Baustil dieser Synagoge wird der Epoche der Spätrenaissance zugeordnet.
Das Hauptgebäude besitzt oben eine hohe Attika. Im Inneren wird der große Saal von einer hohen Gewölbedecke und zahlreichen Stuckaturen geprägt. Die Stuckaturen werden dem sogenannten Lubliner Typ zu geordnet. Der in der Synagoge vorhandene steinerne Toraschrein stammt aus der ersten Hälfte des 17. Jahrhunderts und damit aus der Bauzeit des Gebäudes.
Während der deutschen Besetzung Polens im Zweiten Weltkrieg wurde die Synagoge von den Nationalsozialisten verwüstet und diente dann als Tischlerei. Nach dem Krieg wurde die Synagoge von 1948 bis 1950 repariert und wieder hergestellt. Dabei wurde auch eine Vorhalle errichtet. Ab 1958 nutzte zwischenzeitlich die städtische Bibliothek die Räumlichkeiten der Synagoge.
Erst im Frühjahr des Jahres 2005 wurde die Bibliothek verlagert. Anschließend wurde die Synagoge der jüdischen Gemeinde zurückgegeben. Seither finden am Gebäude umfangreiche Restaurierungsarbeiten statt, welche zum Teil durch Stiftungsgelder mitfinanziert werden. Die Planungen sehen eine öffentliche Begegnungs- und Veranstaltungsstätte vor, in welchem ein jüdisches Museum und ein Bildungszentrum integriert sind.

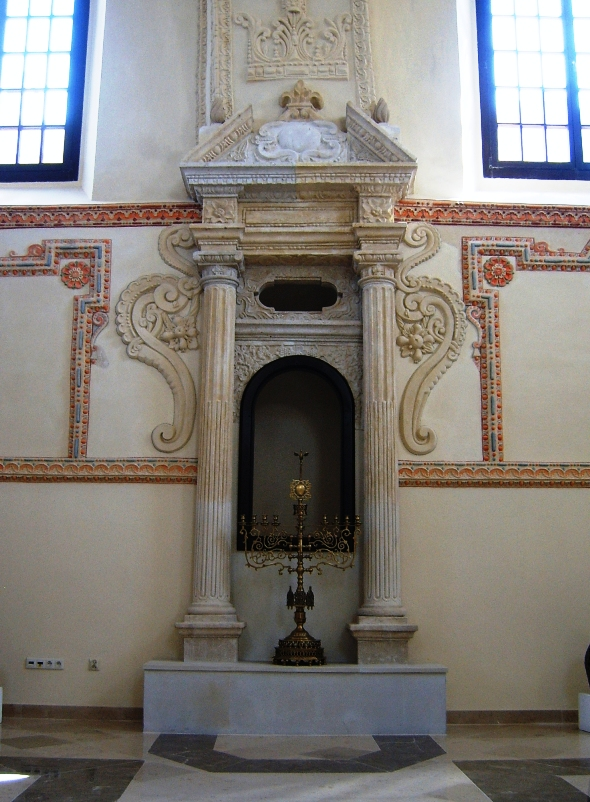
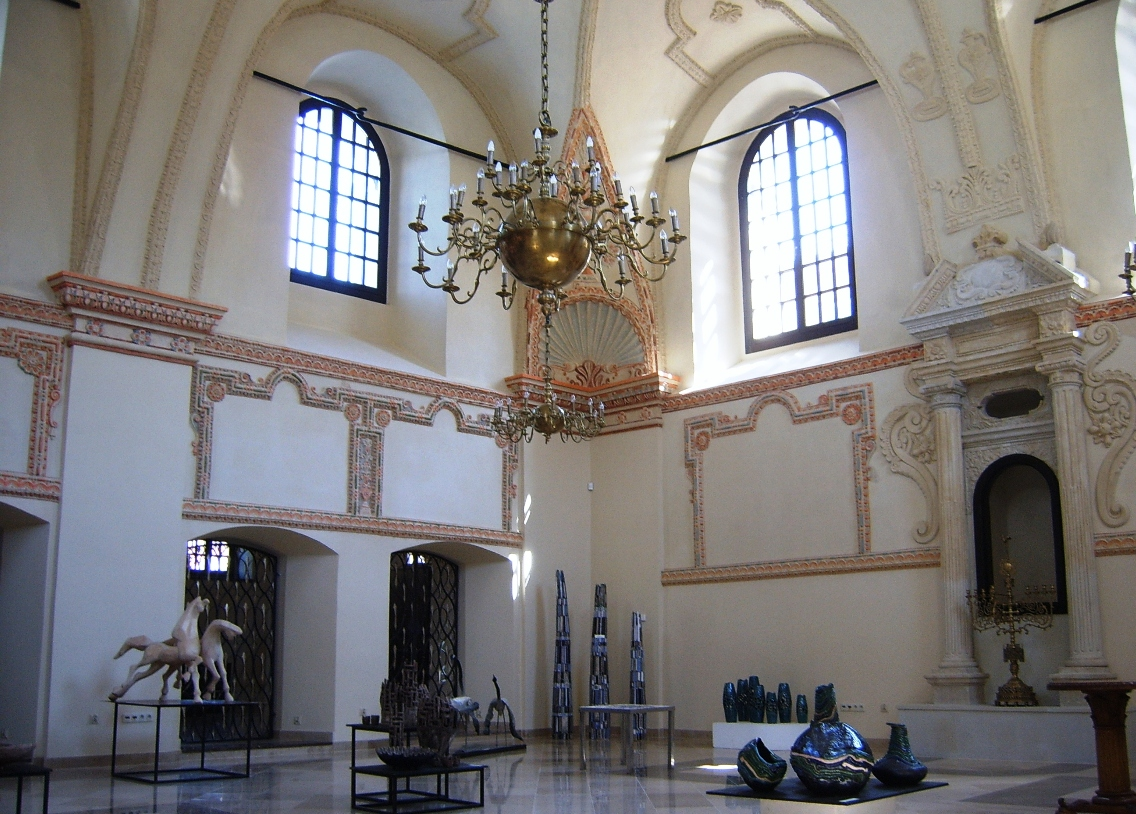
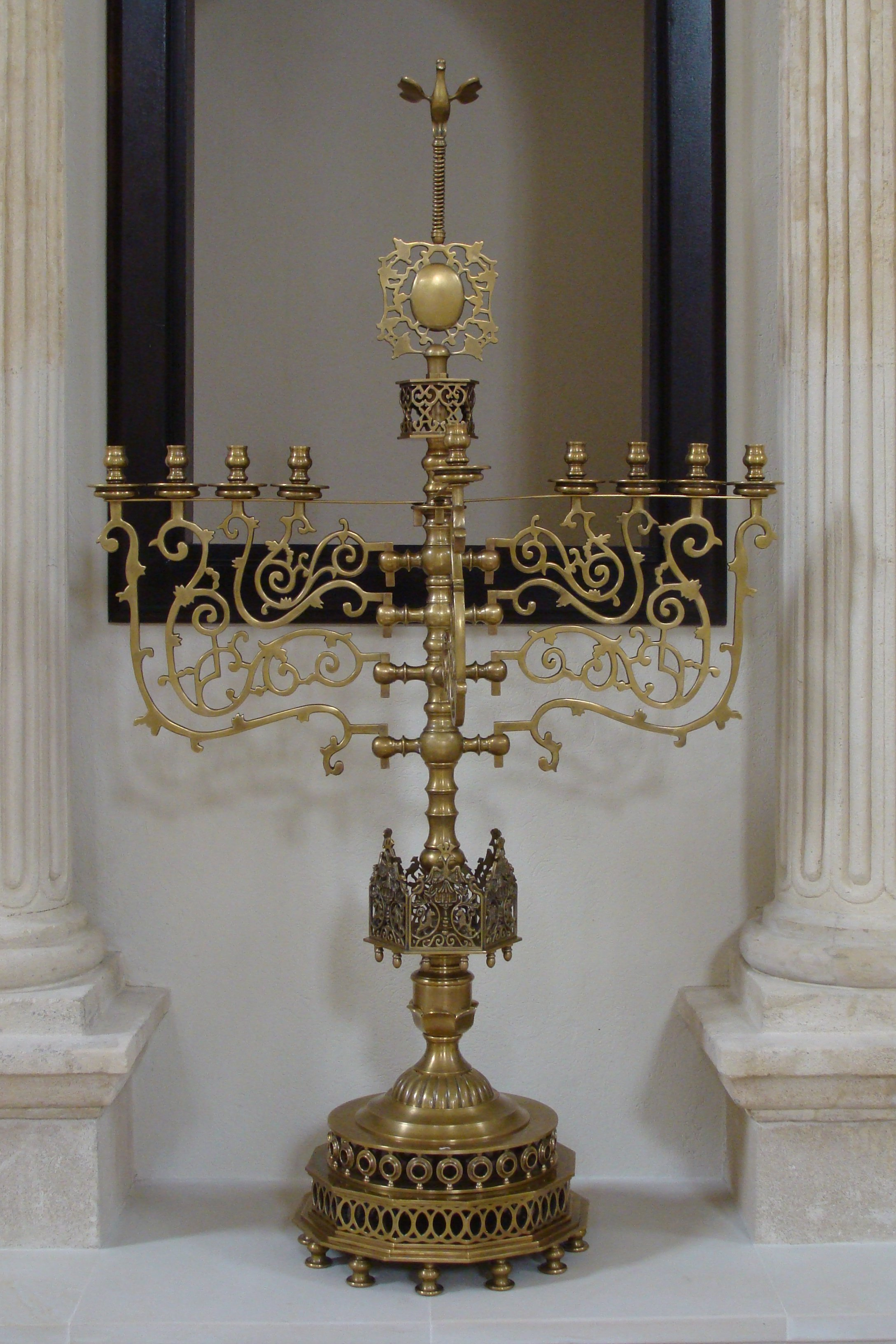
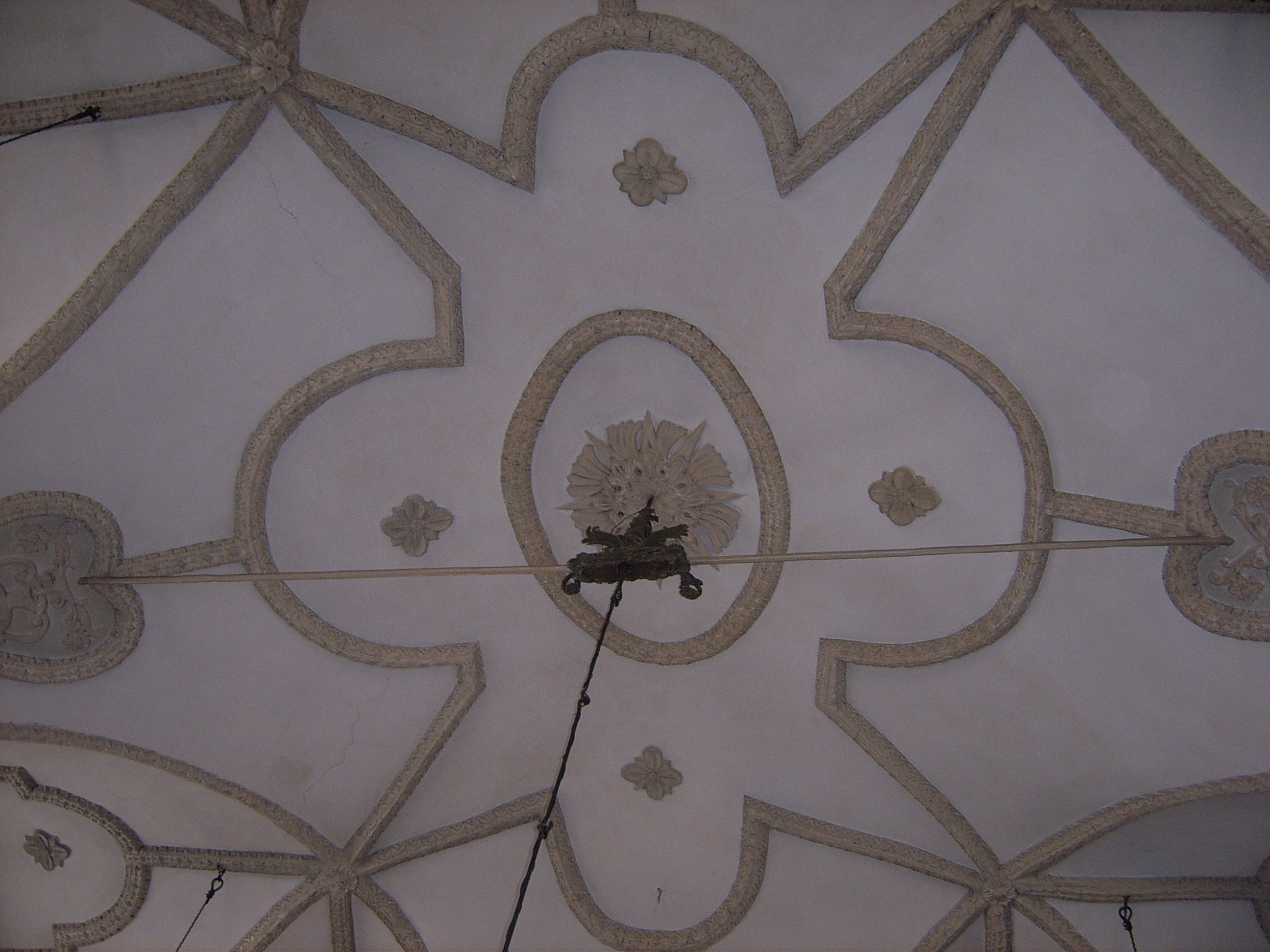